# Darjeeling (distrito)
O distrito de Darjeeling (em bengalês: দার্জিলিং জেলা) é o distrito mais setentrional do estado indiano de Bengala Ocidental, no leste do país. O distrito é célebre por sua capital, Darjeeling, e pelo chá Darjeeling. Kalimpong, Kurseong e Siliguri, três das outras principais cidades do distrito, são sedes de suas subdivisões. Mirik, outra cidade do distrito, desenvolveu-se como resort de um lago no fim da década de 1970.
Geograficamente, o distrito pode ser dividido em duas partes amplas: as montanhas e as planícies. Toda a região montanhosa do distrito está sob a autoridade do Darjeeling Gorkha Autonomous Hill Council (Conselho Autônomo Montanhoso Gurca de Darjeeling), corpo administrativo autônomo pertencente ao governo do estado de Bengala Ocidental; o conselho cobre as três subdivisões montanhosas de Darjeeling, Kurseong e Kalimpong. Os sopés do Himalaia no distrito de Darjeeling, na subdivisão de Siliguri, são conhecidos como Terai; é a faixa de terra que tem as próprias montanhas a norte, o distrito de Purnia, no estado de Bihar, a sul, o distrito de Jalpaiguri a leste e o reino himalaio do Nepal a oeste. Tem uma extensão de 29 quilômetros, de norte a sul, e uma largura de 26 km de leste a oeste.

## História
O nome Darjeeling veio do tibetano dorje ("trovão") e ling ("lugar" ou "terra"), e significa "terra do trovão". Em 1835 o Darjeeling foi anexado pela Companhia Britânica das Índias Orientais; antes disso o distrito fez parte do Siquim e, por um breve período, do Nepal.
Parte histórica dos domínios do rajá do Siquim, que havia iniciado uma guerra malsucedida contra os gurkhas, que desde 1780 vinham tentando conquistar toda a região. No início do século XIX conseguiram entrar no Siquim e chegar até o rio Teesta, conquistando e anexando o Terai.
Neste meio tempo os britânicos estavam tentando evitar que os gurcas tomassem toda a fronteira norte; a guerra anglo-nepali eclodiu em 1814, e resultou na derrota dos gurcas e o subsequente Tratado de Sugauli, no ano seguinte. De acordo com os termos do tratado, o Nepal tinha de ceder todos os territórios que os gurcas haviam anexado do rajá do Siquim para a Companhia das Índias Orientais. Posteriormente, em 1817, através do Tratado de Titalia, a Companhia reinstaurou no poder o rajá do Siquim, que havia sido expulso pelos gurcas, além de tomar posse das faixas de terra entre os rios Mechi e Teesta para o rajá e garantir a sua soberania na região.
A controvérsia, no entanto, não terminou aí; em 1835 uma região que incluía um enclave de 360 quilômetros quadrados foi doada à Companhia. Em novembro de 1864 o Tratado de Sinchula foi assinado, através do qual os dooars do Butão, com passos que levam para o interior das áreas montanhosas, e Kalimpong, foram cedidos aos britânicos; o distrito de Darjeeling teria assumido sua forma e tamanho atuais em 1866.